# 阿尔特曼施泰因
阿尔特曼施泰因是德国巴伐利亚州的一个市镇。总面积114.18平方公里，总人口6750人，其中男性3390人，女性3360人（2011年12月31日），人口密度59人/平方公里。